# Porothamnium gymnopodum
Porothamnium gymnopodum là một loài Rêu trong họ Neckeraceae. Loài này được (Taylor) M. Fleisch. miêu tả khoa học đầu tiên năm 1908.